# 織彩色舞
織彩色舞（しきさいしきぶ）は日本のパフォーマンスチームである。
日本の伝統色をテーマにしており、現在はオリジナルキャラクター、和装ダンサー、キッズダンサーが所属している。